# Tomasz Zahorski
Tomasz Zahorski (Barczewo, 1984. november 22. –) lengyel válogatott labdarúgó, jelenleg a San Antonio Scorpions játékosa. Posztját tekintve csatár.

## Sikerei, díjai
Dyskobolia Grodzisk Wielkopolski
- Lengyel kupagyőztes (1): 2006–07
- Lengyel ligakupagyőztes (1): 2006–07